# Carlo IV di Lorena
Carlo IV di Lorena, talvolta indicato come Carlo III di Lorena (Nancy, 5 aprile 1604 – Bernkastel-Kues, 18 settembre 1675), fu duca di Lorena dal 1624 al 1634, quando abdicò in favore del fratello più giovane Nicola II e ancora dal 1661 al 1675. Egli prestò servizio nelle armate imperiali nella guerra dei trent'anni e nella guerra franco-olandese.

## Biografia
Figlio di Francesco II di Lorena (1572 – 1632) e di Cristina di Salm (1547 – 1575), quando suo fratello Nicola II abdicò in suo favore, riprese su di sé la responsabilità del governo. Salì al trono nel 1625 per l'abdicazione del padre per mettere pace nella questione sulla successione in Lorena: suo zio Enrico II di Lorena aveva avuto solo delle figlie così decise di lasciare il ducato alla figlia maggiore Nicoletta violando così i diritti del padre di Carlo che fece ricorso e divenne duca sovrano nel 1625 ma per pacificare la famiglia abdicò subito dopo in favore del figlio Carlo, marito della citata Nicoletta in modo da riunire i diritti di successione.
Purtroppo il matrimonio fu infelice per l'atteggiamento di Nicoletta che voleva essere non solo duchessa consorte ma co-reggente oltre che per la sterilità della stessa. Carlo richiese così l'annullamento del matrimonio su diverse basi, dalla parentela all'essere stato forzato a sposarsi, perfino la stregoneria. Sembrò poter ottenere quanto sperato da un tribunale ecclesiastico locale ma Nicoletta fece ricorso al Papa che per le pressioni francesi non concesse l'annullamento. Dopo l'invasione della Lorena dovette rifugiarsi a Bruxelles e ad abdicare rinunciando alla Lorena. Tuttavia egli tornò sul trono quando suo fratello Nicola II abdicò in suo favore e riprese su di sé la responsabilità del governo.
Nel 1662, a corto di quattrini, accettò di cedere alla Francia di Luigi XIV la sovranità della Lorena in cambio di una forte somma, della parìa di Francia (e del diritto di successione al trono subito dopo i Condé) per la sua famiglia ed il governatorato della stessa Lorena per conto del re di Francia (trattato di Montmartre del 6 febbraio 1662). Tuttavia, poiché in seguito si comportava come se la Lorena fosse ancora un ducato indipendente, rifiutandosi di fatto di riconoscere la sovranità di Luigi XIV, quest'ultimo fece occupare la Lorena da un suo esercito nel 1670 e Carlo IV dovette andarsene in esilio a Vienna.
Nel 1675 sconfisse François de Créquy nella Battaglia di Consarbrück, ma morì nello stesso anno al seguito delle truppe austriache. Il ducato venne restituito alla sua famiglia vent'anni dopo.
Alla sua morte gli succedette il nipote Carlo figlio del fratello Nicola. Dall'ex amante Béatrice de Cusance, che egli aveva sposato nonostante il parere contrario del pontefice che aveva cancellato l'annullamento concesso sia in Lorena che dell'arcivescovo di Malines, ebbe tre figli, due dei quali sopravvissero all'infanzia, Anna (1639-1720) principessa di Lillebonne (come moglie di Francesco Maria di Lorena) e Carlo Enrico di Lorena (1649-1723) principe di Commercy. Questo secondo matrimonio venne annullato dalla chiesa a causa del fatto che la separazione del duca dalla sua prima moglie, Nicoletta di Lorena, non venne accettata dalla Santa Sede.
Tuttavia nel 1663, essendo morta nel frattempo la prima moglie, Carlo e Béatrice si sposarono di nuovo per almeno parzialmente legalizzare i due figli, che comunque non furono considerati legittimi perché nati ben prima delle "nuove" nozze. Béatrice morì poco dopo il matrimonio è i figli poterono almeno ereditare legalmente i beni e i feudi della madre che era stata erede di una delle più importanti famiglie nobili dei Paesi Bassi meridionali (l'attuale Belgio).
Nel 1665 il Duca, ormai 61enne, si sposò una terza volta con Maria Luisa d'Aspremont (di solo 14 anni) sperando di avere eredi legittimi ma non ne ebbe.

## Ascendenza
|                        |   |                               | Genitori                          |  |  | Nonni |  |  | Bisnonni              |  |  | Trisnonni         |  |
|                        |   |                               |                                   |  |  |       |  |  | Francesco I di Lorena |  |  | Antonio di Lorena |  |
|                        |   |                               |                                   |  |  |       |  |  | Francesco I di Lorena |  |  | Antonio di Lorena |  |
|                        |   | Renata di Borbone-Montpensier |                                   |  |  |       |  |  | Francesco I di Lorena |  |  |                   |  |
| Carlo III di Lorena    |   |                               |                                   |  |  |       |  |  | Francesco I di Lorena |  |  |                   |  |
|                        |   | Cristina di Danimarca         | Cristiano II di Danimarca         |  |  |       |  |  |                       |  |  |                   |  |
|                        |   | Cristina di Danimarca         | Cristiano II di Danimarca         |  |  |       |  |  |                       |  |  |                   |  |
|                        |   | Cristina di Danimarca         | Isabella d'Asburgo                |  |  |       |  |  |                       |  |  |                   |  |
| Francesco II di Lorena |   | Cristina di Danimarca         |                                   |  |  |       |  |  |                       |  |  |                   |  |
|                        |   | Enrico II di Francia          | Francesco I di Francia            |  |  |       |  |  |                       |  |  |                   |  |
|                        |   | Enrico II di Francia          | Francesco I di Francia            |  |  |       |  |  |                       |  |  |                   |  |
|                        |   | Enrico II di Francia          | Claudia di Francia                |  |  |       |  |  |                       |  |  |                   |  |
| Claudia di Valois      |   | Enrico II di Francia          |                                   |  |  |       |  |  |                       |  |  |                   |  |
|                        |   | Caterina de' Medici           | Lorenzo de' Medici duca di Urbino |  |  |       |  |  |                       |  |  |                   |  |
|                        |   | Caterina de' Medici           | Lorenzo de' Medici duca di Urbino |  |  |       |  |  |                       |  |  |                   |  |
|                        |   | Caterina de' Medici           | Maddalena de La Tour d'Auvergne   |  |  |       |  |  |                       |  |  |                   |  |
| Carlo IV di Lorena     |   | Caterina de' Medici           |                                   |  |  |       |  |  |                       |  |  |                   |  |
|                        | … | …                             |                                   |  |  |       |  |  |                       |  |  |                   |  |
|                        | … | …                             |                                   |  |  |       |  |  |                       |  |  |                   |  |
|                        | … | …                             |                                   |  |  |       |  |  |                       |  |  |                   |  |
| Paolo di Salm          | … |                               |                                   |  |  |       |  |  |                       |  |  |                   |  |
|                        |   | …                             | …                                 |  |  |       |  |  |                       |  |  |                   |  |
|                        |   | …                             | …                                 |  |  |       |  |  |                       |  |  |                   |  |
|                        |   | …                             | …                                 |  |  |       |  |  |                       |  |  |                   |  |
| Cristina di Salm       |   | …                             |                                   |  |  |       |  |  |                       |  |  |                   |  |
|                        |   | …                             | …                                 |  |  |       |  |  |                       |  |  |                   |  |
|                        |   | …                             | …                                 |  |  |       |  |  |                       |  |  |                   |  |
|                        |   | …                             | …                                 |  |  |       |  |  |                       |  |  |                   |  |
| Maria Le Veneur        |   | …                             |                                   |  |  |       |  |  |                       |  |  |                   |  |
|                        |   | …                             | …                                 |  |  |       |  |  |                       |  |  |                   |  |
|                        |   | …                             | …                                 |  |  |       |  |  |                       |  |  |                   |  |
|                        |   | …                             | …                                 |  |  |       |  |  |                       |  |  |                   |  |
|                        |   | …                             |                                   |  |  |       |  |  |                       |  |  |                   |  |

## Stemma
| Image | Stemma                                  |
| ----- | --------------------------------------- |
| \| \| | Carlo IV di Lorena Duca di Lorena e Bar |
|       |                                         |